# Bobby Ott
Bobby Ott, właśc. Robert William Ott (ur. 17 listopada 1962 w Inglewood) – amerykański żużlowiec.

## Życiorys
Dwukrotny drużynowy mistrz świata (Kumla 1992, Coventry 1993). Zdobywca srebrnego medalu indywidualnych mistrzostw Stanów Zjednoczonych (Costa Mesa 1987). Kilkukrotny uczestnik eliminacji indywidualnych mistrzostw świata (najlepszy wynik: VI m. w finale amerykańskim, Long Beach 1991).
W 1992 r. wystąpił w 4 meczach rozgrywek o drużynowe mistrzostwo Polski, reprezentując klub Włókniarz Częstochowa.